# José Valentín del Collado y Albo
José Valentín del Collado y Albo (Liendo, 14 de febrero de 1831-Ciudad de México, 21 de noviembre de 1901) fue un empresario, banquero y filántropo español radicado en México.

## Biografía
Hijo de Francisco Guillermo del Collado Campo  y de Cipriana de Albo y Anillo.  Sus hermanos, Casimiro del Collado (1822 - 1898), y Antonio Tomás. Alrededor de la década de los 1860 decidió emigrar de España con su esposa (Josefa María Bedia del Val) y sus dos hijos (María Encarnación y Francisco Andrés), con destino a México para probar suerte.
Como miembro de la primera generación de banqueros de la Ciudad de México fue accionista y director y cofundador del Banco Mercantil Mexicano entre 1881 y 1884 y finalmente director y cofundador del Banco Nacional de México durante once años (1884 a 1895).  Luego se dedicó a diversos negocios, principalmente en la agricultura. 

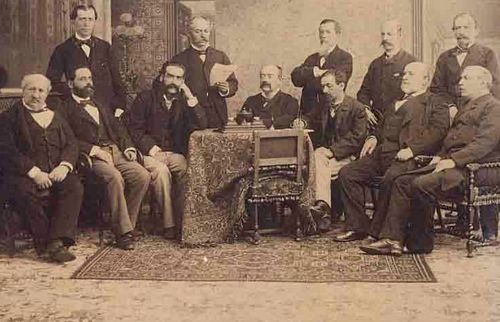
Consejo del Banco Mercantil Mexicano 1881

Además de consejero del Banco Nacional de México, fue accionista y fundador de la Casa de Diligencias de México el primer sistema de transporte utilizado para facilitar el intercambio comercial, la movilidad de personas y la transferencia de bienes y valores, incluyendo oro y otros metales preciosos, gracias a este se creó también el Banco Nacional de México del cual fue cofundador, también fue presidente del consejo de administración de la compañía de cigarros del "Buen Tono" (1874), de la Compañía de Seguros “La Mexicana”, del Banco Hipotecario y de diversas empresas mineras.

## Actividades filantrópicas

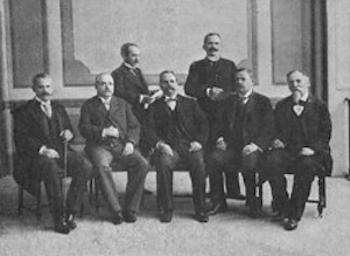
Junta Directiva de la Fábrica de Cigarros "Buen Tono" en 1874

Como filántropo José Valentín del Collado fue fundador del Asilo de Mendigos, cuya junta directiva la conformaron: Emilio Mavers, Román S. de Lascurain, José Valentín del Collado, Pablo de Lascurain, Pablo Godard, Manuel Domínguez, J.M, del Castillo Velázco, Francisco de A Querejazu, José M. Carballeda y Francisco Díaz de León en ese entonces regidor de la Ciudad de México. El 1 de septiembre de 1879 el Asilo Particular de Mendigos abrió sus puertas en la Calle Sur en la colonia de Los Arquitectos (actualmente colonia Tabacalera). La casa funcionó como refugio para los considerados mendigos, pero al cabo de ocho años de servicios asistenciales, los indigentes seguían pidiendo y recibiendo limosnas en las calles. En consecuencia y por exigencia de las autoridades de la Beneficencia Privada, mantuvieron la casa como refugio para los indigentes.
Miembro activo de la Conferencia de San Vicente de Paul y de diversas sociedades católicas. Fue miembro del Casino Español y Director de la Beneficencia Española entre 1873 y 1879. 
Como un rasgo de su caridad, fue quizás el único propietario de inmuebles durante su época en la Ciudad de México que nunca alteró las rentas de sus casa de vecindad.
Enfermo y débil, Don José Valentín del Collado muere a causa de una pulmonía el 21 de noviembre de 1901.